# Aleksiej Kosołapow
Aleksiej Wiktorowicz Kosołapow (ros. Алексей Викторович Косолапов, ur. 17 marca 1971 w Puszkinie) – rosyjski piłkarz grający na pozycji środkowego pomocnika. W swojej karierze rozegrał 8 meczów i strzelił 1 gola w reprezentacji Rosji.

## Kariera klubowa
Swoją karierę piłkarską Kosołapow rozpoczął w klubie Spartak Moskwa. W 1989 roku awansował do pierwszego zespołu, ale nie zadebiutował w nim w Wysszej Lidze. W trakcie sezonu odszedł do RAF Jelgava, w którym grał do końca 1991 roku. W 1992 roku wrócił do Spartaka, który został wówczas mistrzem kraju i zdobył Puchar Rosji. W trakcie sezonu 1992 przeszedł do klubu Dinamo-Gazowik Tiumeń.
W 1993 roku Kosołapow przeszedł do Lokomotiwu Moskwa. W sezonie 1995 wywalczył z nim wicemistrzostwo Rosji, a w sezonach 1996 i 1997 zdobył z nim dwa Puchary Rosji z rzędu. W sezonie 1997/1998 grał w Sportingu Gijón, z którym spadł z Primera División do Segunda División. W 1998 roku wrócił do Lokomotiwu.
W połowie 1998 roku Kosołapow przeszedł do Maccabi Tel Awiw. W sezonie 1998/1999 został z nim mistrzem Izraela. W 2001 roku wrócił do Rosji i przez półtora roku występował w Sokole Saratów. Drugą połowę 2002 roku spędził w Tereku Grozny.
W 2003 roku Kosołapow wyjechał do Kazachstanu i został zawodnikiem klubu Tobył Kostanaj. W sezonie 2003 wywalczył z nim wicemistrzostwo kraju. W sezonie 2005 grał w Żengysie Astana. Zdobył z nim Puchar Kazachstanu. W 2006 roku odszedł do FK Aktöbe. W sezonie 2006 został wicemistrzem kraju, a w sezonach 2007 i 2008 zostawał mistrzem. W 2008 roku sięgnął również po kazachski puchar. Po sezonie 2008 zakończył karierę.
| Sezon   | Klub                  | Kraj       | Rozgrywki             | Mecze | Gole |
| ------- | --------------------- | ---------- | --------------------- | ----- | ---- |
| 1989    | Spartak Moskwa        | ZSRR       | Wysszaja Liga         | 0     | 0    |
| 1989    | RAF Jelgava           | ZSRR       | Wtoraja Liga          | 22    | 5    |
| 1990    | RAF Jelgava           | ZSRR       | Wtoraja Nizszaja Liga | 32    | 10   |
| 1991    | RAF Jelgava           | ZSRR       | Wtoraja Nizszaja Liga | 41    | 19   |
| 1992    | Spartak Moskwa        | Rosja      | Priemjer-Liga         | 1     | 0    |
| 1992    | Dinamo-Gazowik Tiumeń | Rosja      | Priemjer-Liga         | 14    | 1    |
| 1993    | Lokomotiw Moskwa      | Rosja      | Priemjer-Liga         | 33    | 5    |
| 1994    | Lokomotiw Moskwa      | Rosja      | Priemjer-Liga         | 29    | 5    |
| 1995    | Lokomotiw Moskwa      | Rosja      | Priemjer-Liga         | 29    | 9    |
| 1996    | Lokomotiw Moskwa      | Rosja      | Priemjer-Liga         | 31    | 10   |
| 1997    | Lokomotiw Moskwa      | Rosja      | Priemjer-Liga         | 24    | 9    |
| 1997/98 | Sporting Gijón        | Hiszpania  | Primera División      | 6     | 1    |
| 1998    | Lokomotiw Moskwa      | Rosja      | Priemjer-Liga         | 10    | 2    |
| 1998/99 | Maccabi Tel Awiw      | Izrael     | Ligat ha’Al           | 25    | 9    |
| 1999/00 | Maccabi Tel Awiw      | Izrael     | Ligat ha’Al           | 33    | 2    |
| 2001    | Sokoł Saratów         | Rosja      | Priemjer-Liga         | 5     | 0    |
| 2002    | Sokoł Saratów         | Rosja      | Priemjer-Liga         | 6     | 0    |
| 2002    | Terek Grozny          | Rosja      | Wtoroj diwizion       | 11    | 1    |
| 2003    | Tobył Kostanaj        | Kazachstan | Priemjer-Liga         | 26    | 4    |
| 2004    | Tobył Kostanaj        | Kazachstan | Priemjer-Liga         | 36    | 12   |
| 2005    | Żengys Astana         | Kazachstan | Priemjer-Liga         | 25    | 1    |
| 2006    | FK Aktöbe             | Kazachstan | Priemjer-Liga         | 23    | 0    |
| 2007    | FK Aktöbe             | Kazachstan | Priemjer-Liga         | 17    | 3    |
| 2008    | FK Aktöbe             | Kazachstan | Priemjer-Liga         | 17    | 1    |

## Kariera reprezentacyjna
W reprezentacji Rosji Kosołapow zadebiutował 6 października 1993 roku w przegranym 2:4 towarzyskim meczu z Arabią Saudyjską, rozegranym w Ad-Dammam. Grał w eliminacjach do MŚ 1998. Od 1993 do 1997 roku rozegrał w kadrze narodowej 8 meczów i strzelił 1 gola.